# Heigenbrücken
Heigenbrücken är en kommun och ort i Landkreis Aschaffenburg i Regierungsbezirk Unterfranken i förbundslandet Bayern i Tyskland.
Kommunen ingår i kommunalförbundet Heigenbrücken tillsammans med kommunen Heinrichsthal.